# THE OUTER MISSION
『THE OUTER MISSION』（ジ・アウター・ミッション）は、日本のヘヴィメタルバンドである聖飢魔IIの第五大教典。
魔暦紀元前11年（1988年）12月9日にCBS・ソニーのFITZBEATレーベルから発布された5作目のオリジナル・アルバム。前作『BIG TIME CHANGES』（1987年）よりおよそ1年ぶりに発布された大教典であり、作詞はデーモン小暮およびSGT. ルーク篁III世、作曲は小暮および篁、エース清水、ゼノン石川が担当、プロデュースは聖飢魔IIの他にレベッカ所属の土橋安騎夫が担当している。
マスメディア露出と音楽活動の仕事量が同等になっていた時期の作品であり、小教典「STAINLESS NIGHT」（1988年）が後の音楽活動の核となる完成度を持っていたことから本作の構想が決定された。プロデューサーとして土橋を起用し、宇宙や異次元を想像させる壮大なスケールの世界観とシンセサイザーを多用した煌びやかなサウンドのコンセプト・アルバムとして制作されている。
本作には「STAINLESS NIGHT」は収録されず、フジテレビ系クイズ番組『FNS1億2,000万人のクイズ王決定戦!』（1990年 - 1994年）の第3回から第6回のエンディングテーマとして使用された「WINNER!」が本作からの先行小教典としてシングルカットされた。本作はオリコンアルバムチャートにおいて最高位第7位となり、大きく変化したサウンドによりそれまでの信者が離れて行くという現象が発生したものの、一部信者の間では本作が最高傑作であると評されている。

## 背景
3作目のアルバム『地獄より愛をこめて』（1986年）発布後の魔暦紀元前12年（1987年）1月10日頃にギター担当であったジェイル大橋が聖飢魔IIから脱退、代わりにかつて大橋と選考を争ったルーク篁が再度のオーディションにより構成員として加入する悪魔事異動が行われた。当時の聖飢魔IIはフジテレビ系バラエティ番組『夕やけニャンニャン』（1985年 - 1987年）を始めとして、フジテレビ系音楽番組『夜のヒットスタジオDELUXE』（1985年 - 1989年）やテレビ朝日系音楽番組『ミュージックステーション』（1986年 - ）に出演するなど露出度が高くなっており、また雑誌『宝島』の連載なども請け負っていた結果、音楽以外の部分に魅力を感じるファンが増加している状態であったと小暮は述べている。同年4月からデーモン小暮はニッポン放送の深夜番組『オールナイトニッポン』の第1部となる『デーモン小暮のオールナイトニッポン』（1987年 - 1990年）においてパーソナリティを担当することになり、大橋という花形のギタリストが脱退したことを受けて、新たに加入した篁を如何にして売り出していくかについて検討した結果、『オールナイトニッポン』に篁を出演させることが決定した。度重なる構成員の交代があっても、世間から聖飢魔IIは「グハハハハ」という笑い声に象徴される一団というイメージで固定化されていたが、この時期に聖飢魔IIは構成員それぞれのキャラクターをアピールしていく考え方が生まれており、篁の売り出し方の他にゼノン石川についてもゾッド星島のように大暴れするキャラクターには不向きであったため、外見は強面であるにも拘わらず実は穏やかな性格であるという売り出し方をしており、「それぞれの役割分担を意識的に強調しようとし始めていた感じなのかな」と小暮は述べている。この当時には活動そのものに対する問題意識も生まれており、小暮は「音楽的な部分で“グループとしてどういう楽曲を作り、どういうステージングをやっていくのか?”“今後のビジョンをどうするのか”。また、グループ全体の表に露出しているイメージを“どのようなトータリティーで進めていくのか?”さらにグループとは独立し、デーモンのタレント性としての世の中へのアプローチの仕方を“どのように制限するのか、また広げるのか?”。諸問題ともうれしい悲鳴とも言えることがクローズアップされる時代になってきたね」と述べている。

## 録音、制作
ラジオ番組出演や雑誌連載などが増加していた聖飢魔IIであったが、それまでは音楽を主体としたグループでありプロモーションのためにメディア出演を行っている状態であった。しかしこの時期に聖飢魔IIの仕事は両方が並列になっており、音楽制作を最優先と考えていたレコード会社側とメディア出演を含めて様々な活動を推奨していたマネージメント側とは方針が真っ二つに分かれる事態となった。そのような状況下において、聖飢魔IIは「音楽ではないところに比重が置かれる活動になってきているからこそ、いい音楽を作ればいいじゃないか?」という発想に至り、音楽的評価を得ることですべての問題を解決できるというのが命題となっていた。前作『BIG TIME CHANGES』（1987年）の時点において不確かながらそのような傾向を見せ始めており、前作では作曲も含めてゼロの状態から制作したために高い音楽的評価を受けるレベルに達していなかったと小暮は述べた上で、第5作目の大教典を制作するに際して「マスメディア露出に負けない、音楽でちゃんと評価されるような、売れるものを作ろうよという発想」に至ったと述べている。
前作は様々な新たな要素を導入したもののいずれも未消化であったと小暮は述べた上で、その後にエース清水が制作し5作目の小教典として発布された「STAINLESS NIGHT」（1988年）が大きなターニングポイントになったと述べている。小暮によれば同曲はそれまでに類を見ない「ポップなイメージを持ちながら、ちょっと物悲しいシリアスさも秘めている耽美的な雰囲気をきちっとふまえた上で、なおかつポップ」な楽曲であり、当時の構成員でどのような楽曲が制作できるかという命題に対しての一つの具現化した解答になっていたという。同曲が完成した影響により、「壮大なポップな大教典を作ろう」という発想からプロデュースをレベッカ所属の土橋安騎夫に依頼することが決定、これを受けて小暮は「STAINLESS NIGHT」について「その後の十年くらいの歴史を語る上で欠かせない大きな転機になる曲だ」と述べている。小暮は前作が実験的でありながら面白い作品であるとの自負があったものの売り上げは芳しくなかったために、「ミサ・ステージが良いのは分かっているんだから、教典のクオリティーをもっと上げようよ」という話が持ち上がることになったと述べている。また、当時レコード会社など周囲のスタッフからヒット曲がないことを指摘されており、ポップス・センスを見込んで土橋を招聘したと小暮は述べている。石川はキーボードの導入に際して、「もっとちゃんとしたキーボードを入れたいね」という意見が出たことから土橋に白羽の矢が立ったと述べている。土橋と共同作業を行うことで物事の考え方や見方に大きな影響があったと小暮は述べており、「勉強になっただけでなく、才能、個性を活かす方法論を収穫した。そういう喜びも“これは名作だ”という理由の1つだと思う」と本作が傑作であると自画自賛している。
第三および第四大教典において自身のドラムプレイに不満を抱いていた湯沢は、本作において再び川辺修久がレコーディング・エンジニアを担当したことに加えて杉本幸彦というドラムス・チューナー担当の人物が参加したことから理想の環境でレコーディングが行えたと述べた他に、似たような曲が多いとレコーディング中に飽きてしまうところを本作においてはそのような事態には陥らなかったとも述べている。CBS・ソニー信濃町スタジオにおいて「WINNER!」のトラック・ダウンが行われていた際に、川辺はスタジオ内に誰も入れなかったことから待機中にテレビゲームをしていた湯沢であったが、12時間後の夜中にようやくスタジオ内に招かれ完成品を聴いた湯沢は「とんでもないもんできちまった」と完成度の高さに驚愕したと述べている。

## 音楽性と歌詞
本作の音楽性について、書籍『聖飢魔II 激闘録 ひとでなし』では「宇宙、異次元を思わせるキラキラしたサウンドに仕上がった『THE OUTER MISSION』。奥行きのあるゴージャスなサウンドだ」と記している。清水は本作の楽曲制作において、ハードロックやヘヴィメタルにはあまり使用されない要素を導入していたと述べ、その延長線上でギターに拘らずシンセサイザーを弾くことを選択したとも述べている。清水は当時の音楽シーンが様々なものを貪欲に取り入れていた「爛熟期」であったと指摘、アメリカ合衆国のロックバンドであるTOTOやジャーニー、ボストンなどの台頭や、テクノロジーの発達によりイギリスのロックバンドであるエレクトリック・ライト・オーケストラのようにシンセサウンドを積極的に活用したグループが増進していた影響も受け、バンド全体の指向としてギターサウンドではないサウンドも導入する形になったと述べている。当時のミサにおいて清水は「EARTH EATER」や「蠟人形の館」のアレンジとしてシンセサイザーを導入しており、シンセサウンドに馴染のなかった小暮は新鮮に感じていたのではないかと推測した上で、本作の方向性が決定されたと述べている。ギター担当であった清水は当時のミサにおいて、ギターを弾く傍らでキーボードを演奏することも多くなっていた。これについて清水は、篁がロックギタリストとして傑出した才能の持ち主であり、自身の能力では太刀打ちできないことや清水自身が速弾きやトリッキーな演奏に魅力を感じていなかったことも重なり、異なる部分で活躍しなければならないと考えていたことが影響したと述べている。また、本作以降ミサツアーにおいてもキーボードを使用する場面が増加したことを受け、サポート・ミュージシャンとして怪人松崎様が参加することになった。
本作について篁は「こんなアルバムはなかなか聴いたことないと、今でも思うよ」と述べ、土橋が曲作りの段階から合宿に参加していたことを踏まえ、土橋の存在がなければ制作できなかった作品であったことから「よく引き出してくれたね」と述べている。土橋が合宿に参加したばかりの頃に制作した楽曲を提示したところ「聖飢魔II、煮詰まっている?」というニュアンスの質問が出され、これについて篁は提示した楽曲が土橋の琴線に触れなかったと推測、土橋から「もっと明るくはじけちゃってもいいんじゃないの」という提案を受けていたと述べている。通常ではプロデューサーが曲作りの合宿から参加することは稀であると篁は述べた上で、曲作りの場に土橋が居たためにマイナー調の曲しか認められないという制約を聞いてすぐに「だから良い曲が書けない」ということが見抜かれたとも述べている。土橋からは明るさや暗さ、メジャーやマイナーという区分で判断することを止めてすべての制約を解除して曲作りを行うことを提案され、篁は「WINNER!」「RATSBANE」「THE EARTH IS IN PAIN」を制作することになった。これに対して小暮はダミアン浜田が作り上げた世界観を絶賛していたことからメジャーコードを使用することを許容していなかったが、土橋からの「そういうところをいろいろ取り外して考えていいんじゃないの?」という言葉を受けて新たな楽曲制作に踏み切ることが可能になったという。先行小教典となった「WINNER!」は合宿の最終日である帰宅予定前日の夜に制作された楽曲であり、おおよその楽曲の流れを説明した上で全員で演奏してみたところ好感触となり、さらに土橋も納得する出来栄えであったと篁は述べている。
この流れに対し、小暮は「ぱーっと明るい感じでさわやかな曲を作るのはどうなんだろう?」と疑問視していた部分や違和感を感じていた部分があると述べた他、レコーディングは可能であったもののステージ上でどのようなパフォーマンスを行うべきであるか想像がつかなかったと述べている。「WINNER!」は小教典として発布されることが決定したために、大教典の中の1曲とは事情が異なり名刺となる楽曲であることから違和感を抱いていた小暮であったが、フロントマンならではのそうした考えは他の構成員やスタッフには理解されていなかったと述べている。小暮は完成した「WINNER!」について「いい曲だとは、当時から思っていた」と述べた上で「歌詞の構造と歌い方」に不満があると指摘、メロディーに対する歌詞の乗せ方や歌い方に対する葛藤を抱えていたものの、締め切りが迫っていたためにジャンキー・モンキー・ベイビーズによって強引に完成させられた感覚があったと述べている。また、「WINNER!」の楽曲が持つイメージではきれいな声で歌う必要があったものの、ディレクターであった丸沢和宏からは「きれいに歌うと、レコードを聴いた人がデーモン小暮というイメージをもたないから、声を聴いて顔をイメージできるものにしたい」と指示され、小暮は本作においてもがなり声で歌うように心がけていた結果、途中で喉を傷めたことから歌えなくなりレコーディングは一時中断され、1～2週間休んだ後に再開されることになったという。小暮は自身のボーカルについて「（本作は）さわやかに、ポップに、広がりのあるシンセサイザーのサウンドの中に歌だけはがなっている。だからあんまり好きじゃないんだ歌い方は」と述べた他、「ヴォーカリストとしては、コンディション調整の難しい時代だったね。他の活動も山のようにあったし」とも述べており、それを受けてベスト・アルバム『1999 BLOOD LIST』（1999年）においてボーカルを再録音したと述べている。
清水は小暮のボーカルについて「あんなに頑なに『マイナーじゃなきゃダメだ』って言っていた閣下（小暮）が『WINNER!』とか、『LUNATIC PARTY』とかを、ちゃんと理解して歌っている」と述べ称賛している。また第二大教典『THE END OF THE CENTURY』（1986年）収録曲である「FIRE AFTER FIRE」などで不協和音になっている部分について、構成員は格好良さに繋がっていると確信した上で演奏しているものの不協和音に気付いていないと思われていることに対して苛立ちを覚えていたが、土橋はそのあたりの事情を理解していたために安心できたと清水は述べている。また前作から作詞において小暮が妙な言葉を使用する傾向が高まったと篁は述べており、明るいメジャー調の楽曲に対して小暮はお笑いの要素を強めているのではないかと推測している。聖飢魔IIの過去作においてはお笑いの要素は入っていないと篁は主張し、演出によってお笑いの要素が追加されるのは容認していたが楽曲にお笑いの要素を持ち込むことに対して当時の篁は葛藤があったと述べている。

## 楽曲

### Side.1
1. 「OVERTURE ～ WINNER!」
7枚目の小教典「WINNER!」の大教典バージョン。小教典バージョンとは違い、大教典のイントロダクションである「OVERTURE」と連続して収録されている。詳細は「WINNER!」を参照。
2. 「LOVE FLIGHT」
文化放送ラジオ番組『ライオン サウンドNo.17・聖飢魔IIの電波帝国』（1989年 - 1992年）の2代目オープニングテーマ曲として使用された。
3. 「RATSBANE」
『ライオン サウンドNo.17・聖飢魔IIの電波帝国』の初代オープニングテーマ曲として使用された。土橋からのすべての制約を解除して作曲するという提案を受けて制作された楽曲で、当初ハードロックのシャッフル調の楽曲として制作されており、途中でジャズのようなアプローチになってしまい躊躇していた構成員であったが、そのままで問題ないとお墨付きを土橋が出したことで完成に至ったと石川は述べている[10]。松崎は「凄くハードで、モダンな感じのロックに仕上がっていていいですよね」と述べている[10]。
4. 「害獣達の墓場」
シングル「WINNER!」のB面曲。パーカッショニストの中島オバヲが参加している。
5. 「RENDEZVOUS 60 MICRONS'」
土橋からの提案を受けて制作された[10]。

### Side.2
1. 「THE EARTH IS IN PAIN」
土橋からのすべての制約を解除して作曲するという提案を受けて制作された[10]。
2. 「LUNATIC PARTY」
3. 「5000光年の彼方まで」
4. 「不思議な第3惑星」
サビにある「第3惑星」以外は全英語詞となっている。ブックレットには和訳も掲載され、サビの「第3惑星」は「The 3rd planet」と逆に英語表記となっている。歌詞は全編に渡って、英語の発音であるものの日本語に聞こえる「空耳」が仕掛けられており、終盤の歌詞にはそのことに対するメタ発言も盛り込まれている。また、英語が日本語に聞こえる仕掛けは前々作『地獄より愛をこめて』（1986年）収録曲である「APHRODITE」で初採用されているが、その時は歌詞の一部だけとなっていた。
5. 「THE OUTER MISSION」
ナレーションでレベッカのNOKKOが参加している。作曲を担当した清水は本曲を気に入っていると述べた他に小暮による歌詞が鳥肌が立つレベルであると述べている[10]。松崎は「構成力、アレンジもさることながら、ノッコのさりげない笑いとか危機迫る〔ママ〕ような感じとか凄く良かったですね」と述べている[10]。

## リリース
本作は魔暦紀元前11年（1988年）12月9日にCBS・ソニーのFITZBEATレーベルからLPおよびCT、CDの3形態で発布された。LP盤の帯に記載されたキャッチフレーズは「最高の自信作。壮大な宇宙への新たなる挑戦。」であった。本作以前に発布された小教典「STAINLESS NIGHT」は本作に収録されず、先行シングルとしては同年10月21日に発布された「WINNER!」がシングルカットされ、フジテレビ系クイズ番組『FNS1億2,000万人のクイズ王決定戦!』（1990年 - 1994年）の第3回から第6回のエンディングテーマとして使用された。当初丸沢は「不思議な第三惑星」をシングルカットする提案を出したものの、構成員から却下されたと述べている。これについて丸沢は、当時の聖飢魔IIがメッセージ性を重視するような説教めいた方向に向かっていたために、「もっとストレートにバカなことをやっているほうがおもしろいと思った」と述べた他、「ディレクターの立場からすると、信者たちは何でもついて来るから、もっと裾野を広げたほうがいいよと思う。だからこそ、もっと“なんじゃこりゃ?”にしたいと思っていたのね」と述べている。
本作は1994年7月1日にMDにて再リリースされた他、2013年4月10日にアナログ・レコード時代の日本の名盤を復刻するという触れ込みの「日本の名盤復刻シリーズ」において聖飢魔IIの3作品の内の一作品として本作が選定され、最新リマスタリング盤のBlu-spec CD2仕様にて再リリースされた。

## 批評、チャート成績
| 専門評論家によるレビュー | 専門評論家によるレビュー |
| レビュー・スコア         | レビュー・スコア         |
| 出典                     | 評価                     |
| ------------------------ | ------------------------ |
| CDジャーナル             | 肯定的                   |
| TOWER RECORDS ONLINE     | 肯定的                   |

本作に対する評価として、音楽情報サイト『CDジャーナル』では、聖飢魔IIが同時期に過渡期に差し掛かっていたことを指摘した上で、プロデューサーとして土橋を起用したことがポイントであり、その影響について「彼によって若干毒抜きされたサウンドはライトでポップ」であると肯定的に評価した他、2013年のリイシュー盤の評価において「新たな地平へチャレンジした作品」と指摘した上で、「これまでに比べてポップで軽めのサウンドに仕上がっており、大ヒットを記録。聖飢魔IIの新たな魅力を浮き彫りに」と肯定的に評価した。また音楽情報サイト『TOWER RECORDS ONLINE』においても同様の指摘がなされた上で、「信者の間では、聖飢魔IIの最高傑作といわれている大教典」であると肯定的に評価した。
本作のLP盤はオリコンアルバムチャートにおいて最高位第7位の登場週数11回で、売り上げ枚数は0.9万枚、CTおよびCDを含めた総合では最高位第7位の登場週数9回で売り上げ枚数は8.8万枚となった。サウンド面においても楽曲においても構成員が満足する大教典となった本作であったが、大きくサウンドが変化した結果それまでの信者が離れて行く現象が起きており、これについて小暮は「大きく信者が入れ替わっているね。この頃信者になった者が再集結までついてきている」と述べている。清水はこの件に関して、浜田が制作するような様式美だけの凡庸なヘヴィメタルを聖飢魔IIが演奏していた場合、各構成員がクリエイティブな喜びを得ることはなかったであろうと推測し、「WINNER!」が存在するからこそ「悪魔組曲　作品666番ニ短調」も活きてくると述べている。

## 収録曲
- CDブックレットに記載されたクレジットを参照[26]。

| #         | タイトル                                | 作詞                         | 作曲              | 編曲                 | 時間  |
| --------- | --------------------------------------- | ---------------------------- | ----------------- | -------------------- | ----- |
| 1.        | 「OVERTURE ～ WINNER!」                 | デーモン小暮、ぬらりひょん吉 | SGT.ルーク篁III世 | 聖飢魔II、土橋安騎夫 | 6:09  |
| 2.        | 「LOVE FLIGHT」                         | デーモン小暮、ボブ・ダイアー | デーモン小暮      | 聖飢魔II、土橋安騎夫 | 4:50  |
| 3.        | 「RATSBANE」                            | SGT.ルーク篁III世            | SGT.ルーク篁III世 | 聖飢魔II、土橋安騎夫 | 4:42  |
| 4.        | 「害獣達の墓場」(KEMONOTACHI NO HAKABA) | デーモン小暮                 | エース清水        | 聖飢魔II、土橋安騎夫 | 4:33  |
| 5.        | 「RENDEZVOUS 60 MICRONS'」              | デーモン小暮                 | エース清水        | 聖飢魔II、土橋安騎夫 | 3:45  |
| 合計時間: | 合計時間:                               | 合計時間:                    | 合計時間:         | 合計時間:            | 23:59 |

| #         | タイトル                                          | 作詞         | 作曲                     | 編曲                 | 時間  |
| --------- | ------------------------------------------------- | ------------ | ------------------------ | -------------------- | ----- |
| 6.        | 「THE EARTH IS IN PAIN」                          | デーモン小暮 | SGT.ルーク篁III世        | 聖飢魔II、土橋安騎夫 | 3:55  |
| 7.        | 「LUNATIC PARTY」                                 | デーモン小暮 | エース清水               | 聖飢魔II、土橋安騎夫 | 4:14  |
| 8.        | 「5000光年の彼方まで」(5000KOHNEN NO KANATA MADE) | デーモン小暮 | ゼノン石川、デーモン小暮 | 聖飢魔II、土橋安騎夫 | 3:50  |
| 9.        | 「不思議な第3惑星」(FUSHIGINA DAISANWAKUSEI)      | デーモン小暮 | デーモン小暮             | 聖飢魔II、土橋安騎夫 | 3:28  |
| 10.       | 「THE OUTER MISSION」                             | デーモン小暮 | エース清水               | 聖飢魔II、土橋安騎夫 | 5:49  |
| 合計時間: | 合計時間:                                         | 合計時間:    | 合計時間:                | 合計時間:            | 21:16 |

## スタッフ・クレジット
- CDブックレット背表紙に記載されたクレジットを参照[27]。

### 聖飢魔II
- SGT.ルーク篁III世 – ギター、コーラス
- ライデン湯沢 – ドラムス、コーラス
- デーモン小暮 – ボーカル、コーラス
- ゼノン石川 – ベース、コーラス
- エース清水 – ギター、コーラス

### 参加ミュージシャン
- 土橋安騎夫 – シンセサイザー、ピアノ
- 中島オバヲ – パーカッション（4曲目）
- NOKKO – コーラス（10曲目）

### 録音スタッフ
- 聖飢魔II – プロデューサー
- 土橋安騎夫 – サウンド・プロデューサー
- 丸沢和宏 – ディレクター
- 川辺修久 – ミキシング・エンジニア、エンジニア
- 中村悦弘 – レコーディング・エンジニア
- 佐久間義徳 – アシスタント・エンジニア
- 三上義英 – アシスタント・エンジニア
- 阿部充泰 – アシスタント・エンジニア
- 田中三一 – デジタル・マスタリング・エンジニア
- 平野喜久雄（ミュージックチェイス） – マネージャー
- きたはらつとむ – セカンド・マネージャー
- 山本健也 – A&R
- わたなべけんじ – A&R

### その他スタッフ
- 七五三聡 – FITZBEATプロモーション・スタッフ
- 浅井幸司 – FITZBEATプロモーション・スタッフ
- しまだふみお – FITZBEATプロモーション・スタッフ
- 森健司 – FITZBEATプロモーション・スタッフ
- しみずよしみ – FITZBEATプロモーション・スタッフ
- ほんましんぱち – FITZBEATプロモーション・スタッフ
- くまきしんじ – FITZBEATプロモーション・スタッフ
- 玉田勝吾 – FITZBEATプロモーション・スタッフ
- 杉本幸彦 – ドラムス・ピッチ・チューナー
- 佐藤良明 – エグゼクティブ・プロデューサー
- 岩井周三（ミュージックチェイス） – エグゼクティブ・プロデューサー

### 美術スタッフ
- 前田弘史 – アート・ディレクション、オブジェクト・デザイン、デザイナー
- 佐藤正治（シュガースタジオ） – 写真撮影
- 大川直人 – メンバー写真撮影
- ベーグル – オブジェクト制作
- たけだたけゆき – オブジェクト制作
- ふるいちかおり (Magnets) – デザイナー
- 水木亮太 (Magnets) – デザイナー

### リイシュー盤スタッフ
- 椿洋也（ソニー・ミュージックダイレクト） – A&R
- 内藤哲也（ソニー・ミュージックスタジオ東京） – マスタリング
- 広瀬恵美（ソニー・ミュージックコミュニケーションズ） – プロダクト・コーディネーション
- 坂井智明 (Blanchic) – アートワーク・リファインメント
- 中島健作 (Blanchic) – アートワーク・リファインメント

## リリース日一覧
| No. | リリース日    | レーベル                                 | 規格         | カタログ番号 | 最高順位 | 備考                   | 出典                |
| --- | ------------- | ---------------------------------------- | ------------ | ------------ | -------- | ---------------------- | ------------------- |
| 1   | 1988年12月9日 | CBS・ソニー／FITZBEAT                    | LP           | 28AH-5172    | 7位      |                        | [ 2 ]               |
| 2   | 1988年12月9日 | CBS・ソニー／FITZBEAT                    | CT           | 28KH-5172    | 7位      |                        | [ 2 ]               |
| 3   | 1988年12月9日 | CBS・ソニー／FITZBEAT                    | CD           | 32DH-5172    | 7位      |                        | [ 2 ] [ 21 ] [ 28 ] |
| 4   | 1994年7月1日  | ソニー・ミュージックレコーズ             | MD           | KSY2-2017    | -        |                        | [ 29 ]              |
| 5   | 2013年4月10日 | ソニー・ミュージックダイレクト／GT music | BSCD2        | MHCL-30047   | -        |                        | [ 22 ] [ 23 ]       |
| 6   | 2013年7月17日 | ソニー・ミュージックダイレクト           | AAC-LC       | -            | -        | デジタル・ダウンロード | [ 30 ]              |
| 7   | 2013年7月17日 | ソニー・ミュージックダイレクト           | ロスレスFLAC | -            | -        | デジタル・ダウンロード | [ 31 ]              |